# Jan Černý (závodník)
Jan Černý (* 6. června 1990 Příbram) je český rallyový závodník.

## Kariéra
První závod v rally absolvoval Černý s Volkswagenem Polo nejslabší výkonnostní třídy. Jednalo se o závod Rally Vysočina. Dnes je jeho jméno nejčastěji spojováno s vozy značek Peugeot a Škoda.
Je mistrem ERC s vozy poháněnou jednou nápravou (2WD) z roku 2012. Pro sezonu 2020 se zúčastní mistrovství Evropy v rallyecrossu (ERX) s vozem Škoda Citigo S1600 v barvách týmu Pajr Motorsport, startovat v MČR ale bude nadále.
V roce 2014 testoval pro tovární tým Peugeot Sport jejich vůz Peugeot 208 T16 R5.
Od sezony 2020 se Jan věnuje rallycrossu v barvách stáje Pajr Motorsport s vozem Škoda Citigo.
V roce 2021 začal závodit pro tým Louda Auto Škoda Racing Team, tj. jeden z dealerských týmů Škody Motorsport.
V roce 2022 se Jan dohodl s týmem Jantar Team slovenského závodníka Jána Miloně a zúčastnil se šesti závodů Mistrovství světa s vozem Ford Fiesta Rally3. První jeho start se uskutečnil na legendární Rallye Monte Carlo.
Jan měl v plánu i nadále pokračovat v Mistrovství světa ve WRC3, nakonec to ale přehodnotil, a sezónu 2023 absolvoval na Kanárských ostrovech s vozem Hyundai i20 N Rally2 pod hlavičkou Hyundai Canarias Motorsport.
Sezónu 2024 opět okusil hned pět závodů Mistroství světa včetně domácí Central European Rally s vozem Ford Fiesta Rally3.
Dne 14.12.2024 byl potvrzen start Jana Černého na legendární Rallye Monte Carlo 2025 v kategorii WRC2 s vozem Citroën C3 Rally2.

## Youtube
V dubnu 2012 si Jan založil YouTube kanál s názvem Jan Černý. V roce 2020 pak spustil tvorbu naplno několika sériemi (Rally Unboxed, Rally Otevřeně či RaceCast zaměřený na interview s osobnostmi z motorsportu).
K 8. dubnu 2022 má tento kanál více než 2 130 odběratelů.

## Galerie

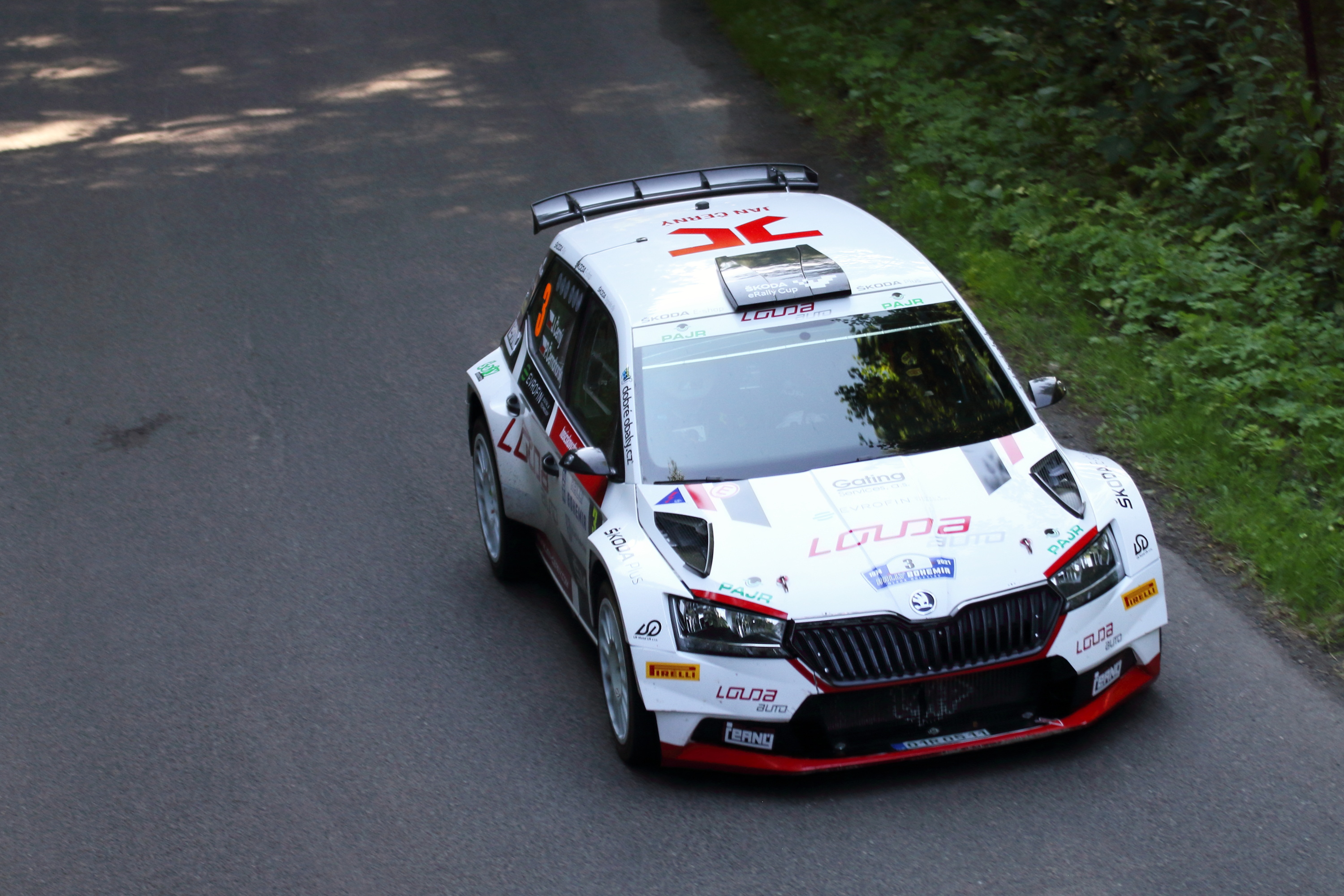
Škoda Fabia Rally2 Evo "Loudalka"
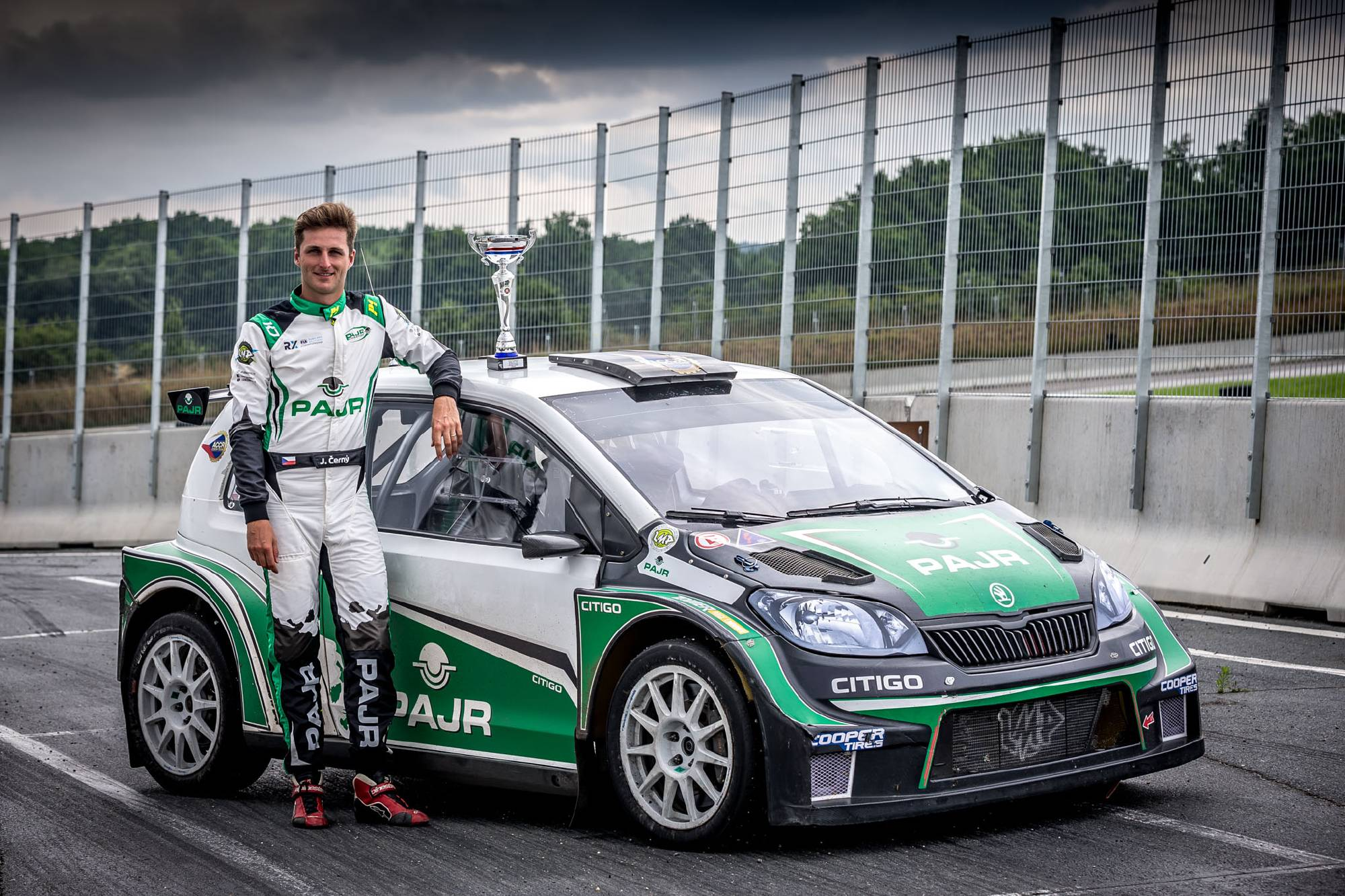
Škoda Citigo Jana Černého

## Výsledky

### ERC
| Rok  | Tým                         | Vůz                | 1       | 2       | 3      | 4       | 5       | 6       | 7     | 8      | 9       | 10      | 11      | 12  | Umístění | Body |
| ---- | --------------------------- | ------------------ | ------- | ------- | ------ | ------- | ------- | ------- | ----- | ------ | ------- | ------- | ------- | --- | -------- | ---- |
| 2009 | Běhálek Sport Klub          | Subaru Impreza STi | ITA 11  | TUR     | CRO 10 | BEL     | BUL 10  | PRT     | CZE 2 | ESP    | GRC Ret | FRA Ret | SUI     |     | 6.       | 16b  |
| 2010 | Czech National Team         | Renault Clio R3    | ITA 12  | CRO 7   | POL    | BEL Ret | TUR     | PRT     | CZE 4 | ESP    | GRC 3   | FRA     | SUI Ret |     | 9.       | 39b  |
| 2012 | Czech National Team         | Citroën DS3 R3T    | AUT 25  | ITA 10  | CRO    | BUL     | BEL     | TUR     | PRT   | CZE 23 | ESP     | POL 12  | SUI     |     | 7.       | 1b   |
| 2013 | Czech National Team         | Škoda Fabia S2000  | JÄN Ret | LIE Ret | CAN    | AZO Ret | COR     | YPR     | ROM   |        |         |         |         |     | 25.      | 20b  |
| 2013 | Czech National Team         | Peugeot 208 R2     |         |         |        |         |         |         |       | CZE 12 | POL     | CRO     | SAN     | VAL | 25.      | 20b  |
| 2014 | Subaru Czech Duck Racing    | Subaru Impreza STi | AUT Ret |         |        |         |         |         |       |        |         |         |         |     | 54.      | 5b   |
| 2014 | Czech National Team         | Peugeot 208 R2     |         | LIE 11  | ACR    | IRL 8   | AZO Ret | YPR Ret | EST   | ZLI 29 | CYP     | ROU     | VAL     | FRA | 54.      | 5b   |
| 2015 | Mogul Racing Team           | Škoda Fabia S2000  | JÄN     | LIE     | IRE    | AZO     | YPR     | EST     | CZE 6 | CYP    | GRE     | VAL     |         |     | 35.      | 9b   |
| 2016 | Mogul Racing Team           | Škoda Fabia R5     | CAN     | IRE     | GRE    | AZO     | YPR     | EST     | POL   | ZLI 3  | LIE     | CYP     |         |     | 24.      | 22b  |
| 2017 | ACCR Czech Team             | Škoda Fabia R5     | AZO Ret | CAN Ret | GRE    | CYP     | POL 12  | ZLI 12  | RMC 6 | LIE    |         |         |         |     | 26.      | 12b  |
| 2018 | ACCR Czech Team             | Ford Fiesta R5     | AZO     | CAN     | GRE    | CYP     | RMC 16  | ZLI 15  | POL   | LIE    |         |         |         |     | NC       | 0    |
| 2019 | Mogul Auto Šídlo Škoda Team | Škoda Fabia R5     | AZO     | CAN     | LIE    | POL     | RMC     | CZE Ret | CYP   | HUN    |         |         |         |     | NC       | 0    |

### WRC
| Rok  | Tým                 | Vůz                | Třída       | 1     | 2       | 3       | 4     | 5     | 6   | 7     | 8     | 9     | 10  | 11      | 12    | 13      | 14  | Umístění | Body |
| ---- | ------------------- | ------------------ | ----------- | ----- | ------- | ------- | ----- | ----- | --- | ----- | ----- | ----- | --- | ------- | ----- | ------- | --- | -------- | ---- |
| 2011 | Czech National Team | Ford Fiesta R2     | WRC Academy | SWE   | MEX     | POR Ret | JOR   | ITA 4 | ARG | GRC   | FIN 5 | GER 5 | AUS | FRA Ret | ESP   | GBR Ret |     | 7.       | 33b  |
| 2014 | Czech National Team | Citroën DS3 R3T    | JWRC        | MON   | SWE     | MEX     | POR 7 | ARG   | ITA | POL   | FIN   | GER   | AUS | FRA     | ESP   | GBR     |     | 14.      | 6b   |
| 2022 | Jantar Team         | Ford Fiesta Rally3 | WRC3        | MON 2 | SWE     | CRO     | POR   | ITA 1 | KEN | EST   | FIN 2 | BEL 1 | GRE | NZL     | ESP 2 | JPN     |     | 2.       | 104b |
| 2024 | Jan Černý           | Ford Fiesta Rally3 | WRC3        | MON 1 | SWE Ret | KEN     | CRO   | POR 4 | ITA | POL 5 | LAT   | FIN   | GRE | CHI     | CER 6 | JPN     |     | 5.       | 55b  |
| 2025 | Jan Černý           | Citroën C3 Rally2  | WRC2        | MON 4 | SWE     | SAF     | ISL 4 | POR   | SAR | GRE   | EST   | FIN   | PAR | CHI     | CER   | JPN     | SAU |          |      |

### MČR
| Rok  | Tým                          | Vůz                    | 1       | 2     | 3     | 4       | 5       | 6       | 7       | 8   | Umístění | Body |
| ---- | ---------------------------- | ---------------------- | ------- | ----- | ----- | ------- | ------- | ------- | ------- | --- | -------- | ---- |
| 2018 | Mogul Racing Team            | Ford Fiesta R5         | VAL 4   | ŠUM 6 | ŠUM 3 | HUS 2   | BOH 5   | BAR 7   | PŘÍ RET |     | 3.       | 161  |
| 2019 | Mogul Racing Team            | Škoda Fabia R5         | VAL 6   | ŠUM 5 | KRU 3 | HUS Ret | BOH 3   | BAR Ret | PŘÍ     |     | 4.       | 153  |
| 2020 | Mogul Benzina Racing 21      | Volkswagen Polo GTI R5 | KRU     | ŠUM   | HUS   | BOH 5   | VAL 4   | ZLI     | PAČ 3   | KLA | 3.       | 93   |
| 2021 | Louda Auto Škoda Racing Team | Škoda Fabia Rally2 Evo | VAL 4   | ŠUM 2 | HUS 4 | BOH 3   | ZLI     | PAČ 4   | KRU 3   |     | 4.       | 182  |
| 2023 | Evrofin Racing Team          | Hyundai i20 N Rally2   | VAL RET | ŠUM   | KRU   | HUS     | BOH RET | ZLI     | PAČ     |     | 21.      | 10   |
| 2024 | Duck Racing                  | Škoda Fabia R5         | ŠUM     | KRU   | HUS   | BOH     | ZLI     | PAČ 6   |         |     | 12.      | 25   |

### Mistrovství Evropy v Rallycrossu (FIA ERX)
| Rok  | Tým             | Vůz          | Třída      | 1     | 2      | 3     | 4     | 5     | 6     | 7     | 8     | 9      | 10  | PJ | Body |
| ---- | --------------- | ------------ | ---------- | ----- | ------ | ----- | ----- | ----- | ----- | ----- | ----- | ------ | --- | -- | ---- |
| 2020 | Pajr Motorsport | Škoda Citigo | Super 1600 | NOR   | RUS    | FRA   | SWE   | LAT   | BEL   | POR   | ESP 8 | ESP2 9 | GER | 8. | 24b  |
| 2021 | Pajr Motorsport | Škoda Citigo | RX3        | NOR   | ESP 7  | SWE 4 | FRA 5 | LAT   | BEL 6 | POR 7 |       |        |     | 4. | 88b  |
| 2022 | Pajr Motorsport | Škoda Citigo | RX3        | HUN 2 | SWE 14 | NOR 4 | POR 4 | GER 5 |       |       |       |        |     | 3. | 53b  |

### Canary Islands
| Rok  | Tým                         | Vůz                  | 1     | 2     | 3     | 4     | 5     | 6       | 7   | 8     | Umístění | Body |
| ---- | --------------------------- | -------------------- | ----- | ----- | ----- | ----- | ----- | ------- | --- | ----- | -------- | ---- |
| 2023 | Hyundai Canarias Motorsport | Hyundai i20 N Rally2 | ORV 2 | CAN 1 | SEN 2 | VIL 3 | CIU 2 | MAS Ret | TEN | LAN 3 | 2.       | 228b |